# Nogent-l’Artaud
Nogent-l’Artaud – miejscowość i gmina we Francji, w regionie Hauts-de-France, w departamencie Aisne.
Według danych na styczeń 2014 roku gminę zamieszkiwało 2178 osób, a gęstość zaludnienia wynosiła 90,6 osób/km².